# Isodon sculponeatus
Isodon sculponeatus là một loài thực vật có hoa trong họ Hoa môi. Loài này được (Vaniot) Kudô mô tả khoa học đầu tiên năm 1929.